# Hubble Deep Field South

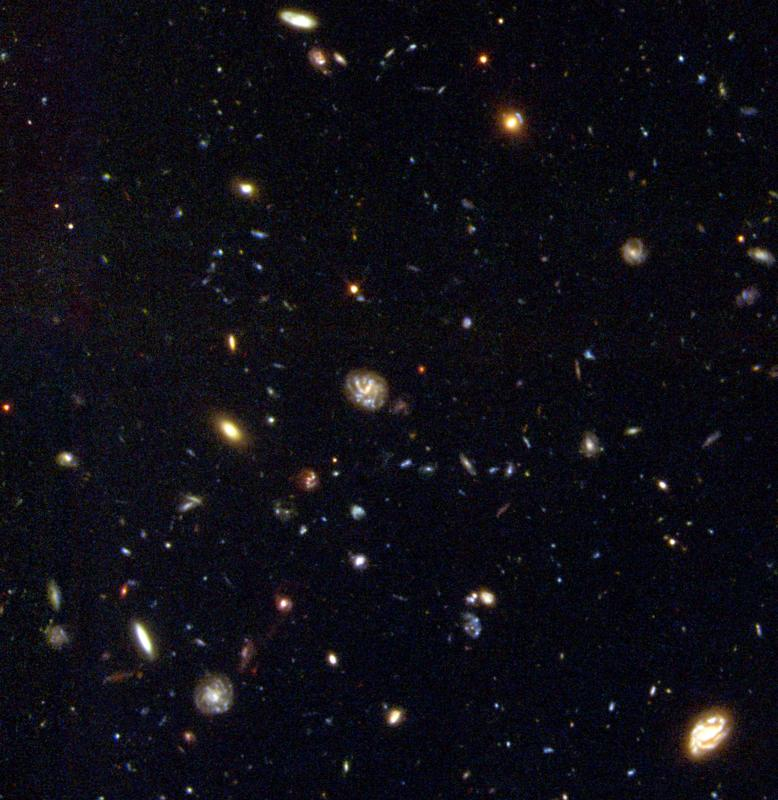
Hubble Deep Field South

Das Hubble Deep Field South (HDF-S) ist eine Zusammenstellung von einigen Hundert Bildern, die von der Wide Field and Planetary Camera 2 (WFPC2) des Hubble-Weltraumteleskops über einen Zeitraum von 10 Tagen im September und Oktober 1998 aufgenommen wurden. Es wurde wie das Original-Hubble Deep Field erstellt, um extrem entfernte Galaxien in den frühen Stadien ihrer Evolution zu untersuchen. Während die WFPC2 sehr tiefe optische Bilder aufnahm, wurden daneben liegende Regionen gleichzeitig vom Space Telescope Imaging Spectrograph (STIS) und von der Near Infrared Camera and Multiobject Spectrometer (NICMOS) aufgenommen.

## Planung
Ein Ziel hinter einem erneuten Deep-Field-Bild war es, Observatorien auf der Südhalbkugel ein ähnlich tiefes optischen Bild zu geben, wie es auf der Nordhalbkugel gemacht wurde. Genau wie im Original-Hubble Deep Field (von da an benannt als HDF-N) befindet sich das Zielgebiet außerhalb der galaktischen Ebene der Milchstraße, da diese mit viel verdunkelnder Materie und hellen Vordergrundsternen die Aufnahme beeinträchtigt hätte. Es liegt in der ständigen Beobachtungszone des Weltraumteleskops (Continuous Viewing Zone, CVZ), die nicht durch Erde und Mond beeinflusst wird. Man entschied sich für ein Gebiet im Sternbild Tukan mit der Rektaszension 22h 32m 56s,22 und Deklination −60° 33' 2",69
Dieses Gebiet wurde bereits 1997 kurz erwähnt, um Führungssterne festzulegen. Diese sind notwendig, damit das Hubble-Weltraumteleskop die Region während der Beobachtung genau fixieren kann.

## Beobachtung
Das HDF-S wurde in der gleichen Weise beobachtet wie das HDF-N. Es wurden die gleichen optischen Filter für die WFPC2 benutzt (zentriert um die Wellenlängen 300, 450, 606 und 814 Nanometer) und der Beobachtungszeitraum war auch ähnlich lang. Genau wie das HDF-N wurden die Bilder mit einer Technik namens ‚drizzling‘ bearbeitet, in welcher das Teleskop seine Richtung um einen sehr kleinen Winkel zwischen den Beobachtungen ändert. Das Bild wurde dann durch komplizierte Techniken zusammengesetzt und eine höhere Auflösung erreicht, als es durch lediglich eine Aufnahme möglich gewesen wäre. Das HDF-S hat eine Auflösung von 0,0398 Bogensekunden.

## Inhalt des fertigen Bildes
Nach dem kosmologischen Prinzip ist in großen Entfernungen das Universum homogen und isotrop, es sieht also in allen Richtungen gleich aus. Demnach wurde erwartet, dass das HDF-S dem HDF-N sehr ähnlich ist, und das ist auch in der Tat der Fall. Man sieht eine große Anzahl von sichtbaren Galaxien, die ähnliche Farben und Gestalt wie im HDF-N haben.
Ein Unterschied war, dass das HDF-S einen bekannten Quasar mit einer Rotverschiebung von 2,24 enthält. Diesen wollte man beobachten, um gleichzeitig Galaxien und Quasare in ähnlicher Entfernung zur Erde zu untersuchen.

## Ergebnisse
Wie das HDF-N lieferte das HDF-S den Kosmologen viel Material. Viele Studien des HDF-S bestätigten die Gemeinsamkeiten mit dem HDF-N, wie die Sternenentstehungsrate im Verlauf der Entwicklung des Universums. Das HDF-S wurde außerdem für viele Studien benutzt, die untersuchten, wie sich Galaxien entwickeln, sowohl durch ihren inneren Prozess als auch durch die Begegnung mit anderen Galaxien.